# Spreco di potenziale
Spreco di potenziale è un singolo della cantante italiana Ditonellapiaga, pubblicato il 7 maggio 2021 come secondo estratto dal primo album in studio Camouflage.

## Tracce
Testi di Ditonellapiaga.
1. Spreco di potenziale – 2:52